# Adrienne, vévodkyně z Blekingu
Princezna Adrienne Švédská, vévodkyně z Blekingu (vl. jménem Adrienne Josephine Alice Bernadotte, * 9. března 2018 Danderyd) je třetí dítě a druhá dcera princezny Madeleine Švédské a Christophera O'Neilla. Je vnučkou krále Karla XVI. Gustava a královny Silvie Švédské. Adrienne je v pořadí desátou následnicí švédského trůnu.

## Narození
Princezna Adrienne se narodila 9. března 2018 v nemocnici v Danderydu ve Švédsku. Její narození bylo oznámeno jednadvaceti oslavnými výstřely ve Stockholmu a následně pak v Göteborgu, Härnösandu, Karlskroně a Bodenu. Dne 12. března jí byla jejím dědečkem, králem Karlem Gustavem, přidělena jména a tituly.
Adrianne byla pokřtěna 8. června 2018 v kapli Drottningholmského paláce, což bylo přesně pět let po uzavření sňatku jejích rodičů a čtyři roky od křtu její starší sestry Leonore.

## Tituly a styly
- 9. března 2018 - dnes: Její královská výsost princezna Adrienne Švédská, vévodkyně z Blekingu
- Král v roce 2019 vydal prohlášení, že titul JkV budou používat jen děti, které jsou nástupníci na trůn princezna Estelle a princ Oskar. Tudíž princezna Adrienne nemá titul Její královská Výsost.